# Everything at Once
Everything at Once è un singolo della cantante australiana Lenka, pubblicato nel 2012 ed estratto dall'album Two.

## Tracce
- CD Singolo

1. Everything at Once – 2:39
2. Deep Blue – 3:50